# Palm Jumeirah Monorail
De Palm Jumeirah Monorail is een monorail op het Palm Jumeirah-eiland in Dubai, Verenigde Arabische Emiraten. De monorail verbindt het kunstmatige eiland met het vasteland, met een geplande verdere uitbreiding tot de rode lijn van de metro van Dubai. De monorail heeft momenteel wel al een overstapmogelijkheid op de tram van Dubai.  De lijn opende op 30 april 2009. Het is de eerste monorail in het Midden-Oosten. De treinen zijn zonder bestuurder, met begeleiders voor noodsituaties.

## Geschiedenis
De bouw van de monoraillijn van 5,45 kilometer begon in maart 2006. De monorailbaan werd in juli 2008 voltooid en de voertuigtests begonnen in november datzlfde jaar. Oorspronkelijk gepland voor december 2008, werd de opening uitgesteld tot 30 april 2009. In 2010 werden de dagelijkse activiteiten en exploitatie overgenomen door Serco.
Het projectbudget was US$ 400 miljoen, met nog eens US$ 190 miljoen gereserveerd voor een toekomstige uitbreiding van 2 kilometer naar de metro van Dubai, terwijl andere bronnen een budget van US$ 1,1 miljard vermelden. Een rit met de monorail kost Dhs20 enkele reis, 30 retour.
Het station Al Ittihad Park, dat oorspronkelijk bedoeld was om de geannuleerde Trump International Hotel and Tower bereikbaar te maken, werd op 3 juli 2017 geopend. Station Nakheel Mall werd geopend op 28 november 2019. Het station The Pointe is ook al afgebouwd, maar nog niet open. Verwachting is dat deze in de loop van 2020 geopend gaat worden.

## Afbeeldingen

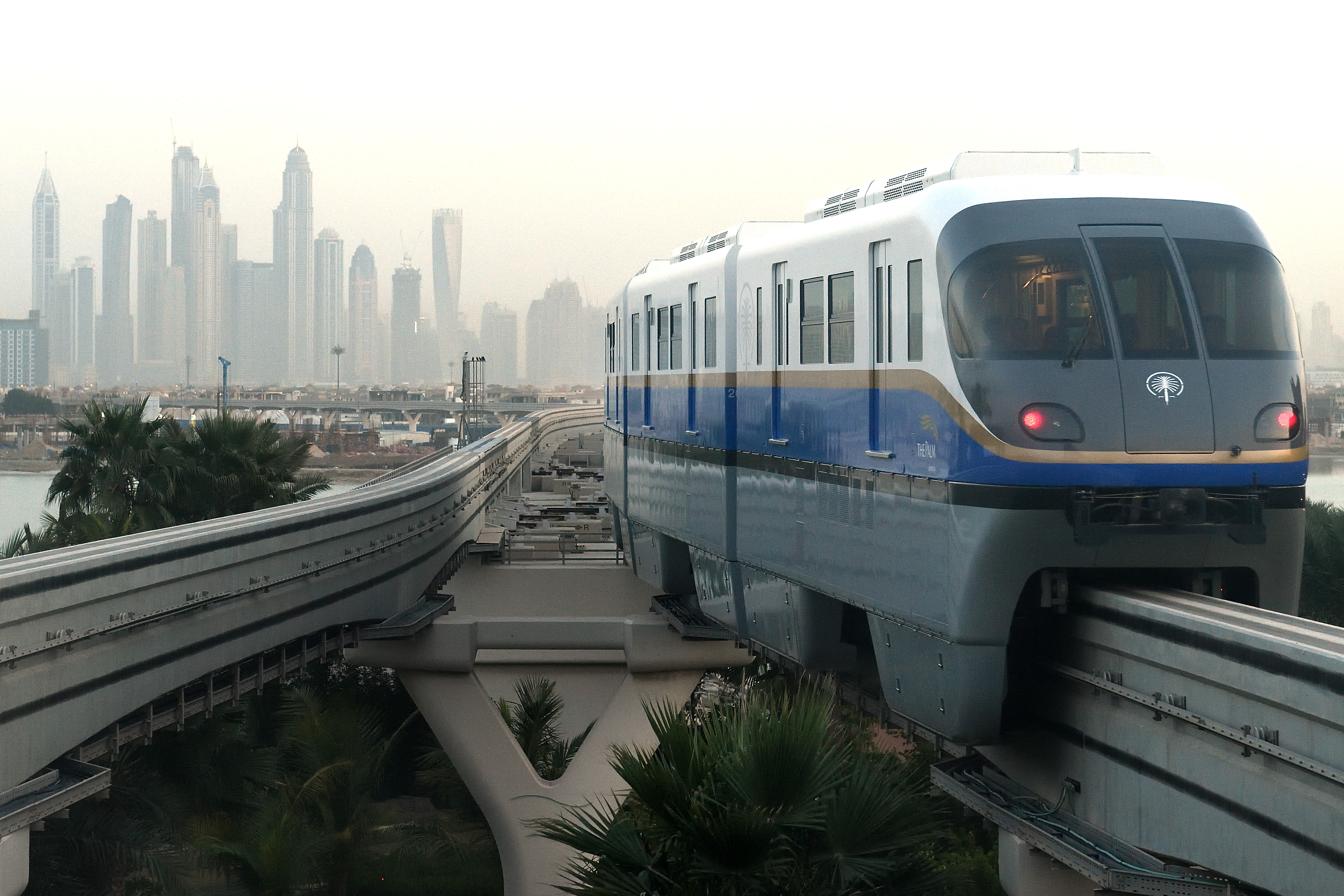
Palm Jumeirah Monorail met wolkenkrabbers van Dubai Marina op de achtergrond
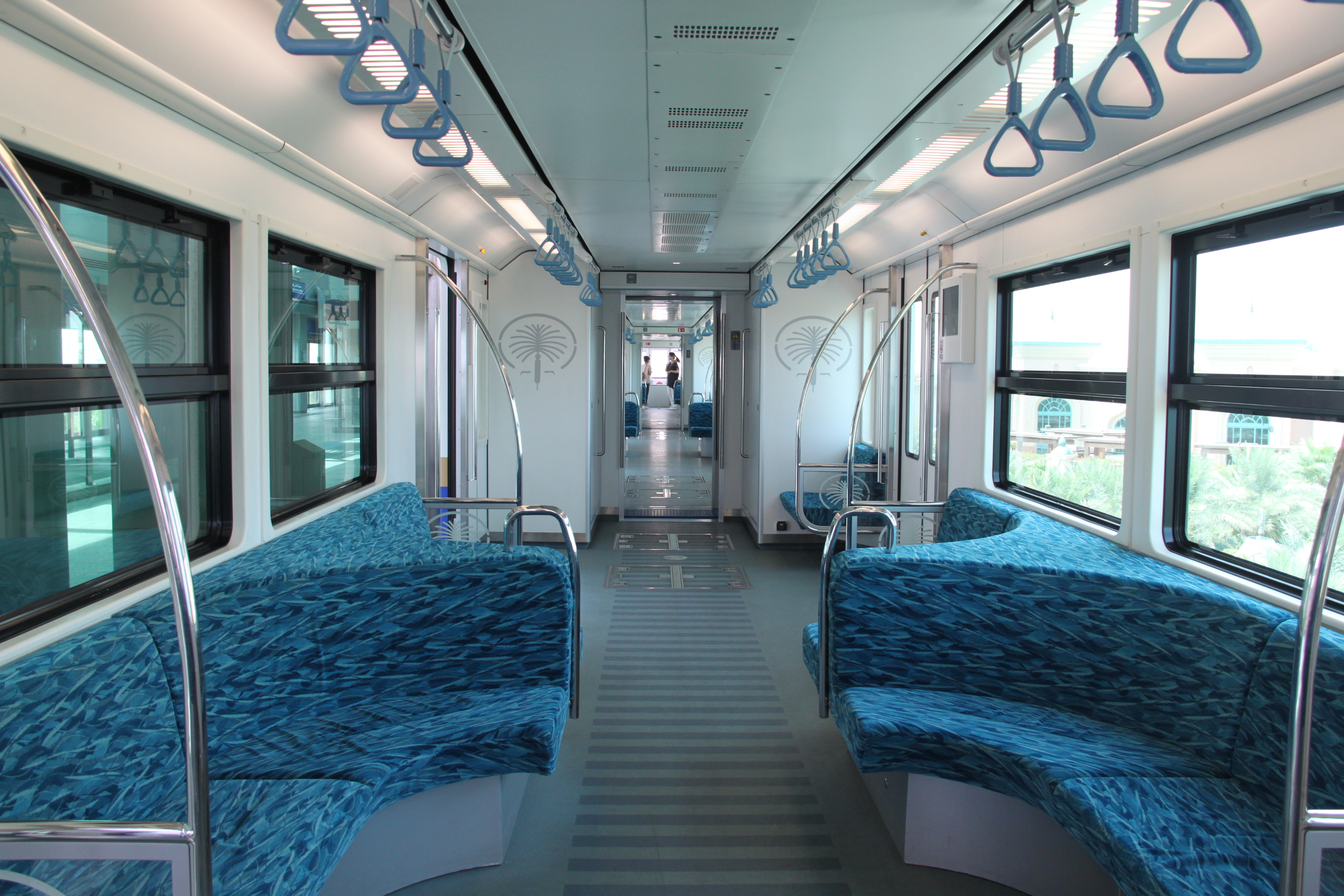
Interieur van Palm Jumeirah Monorail
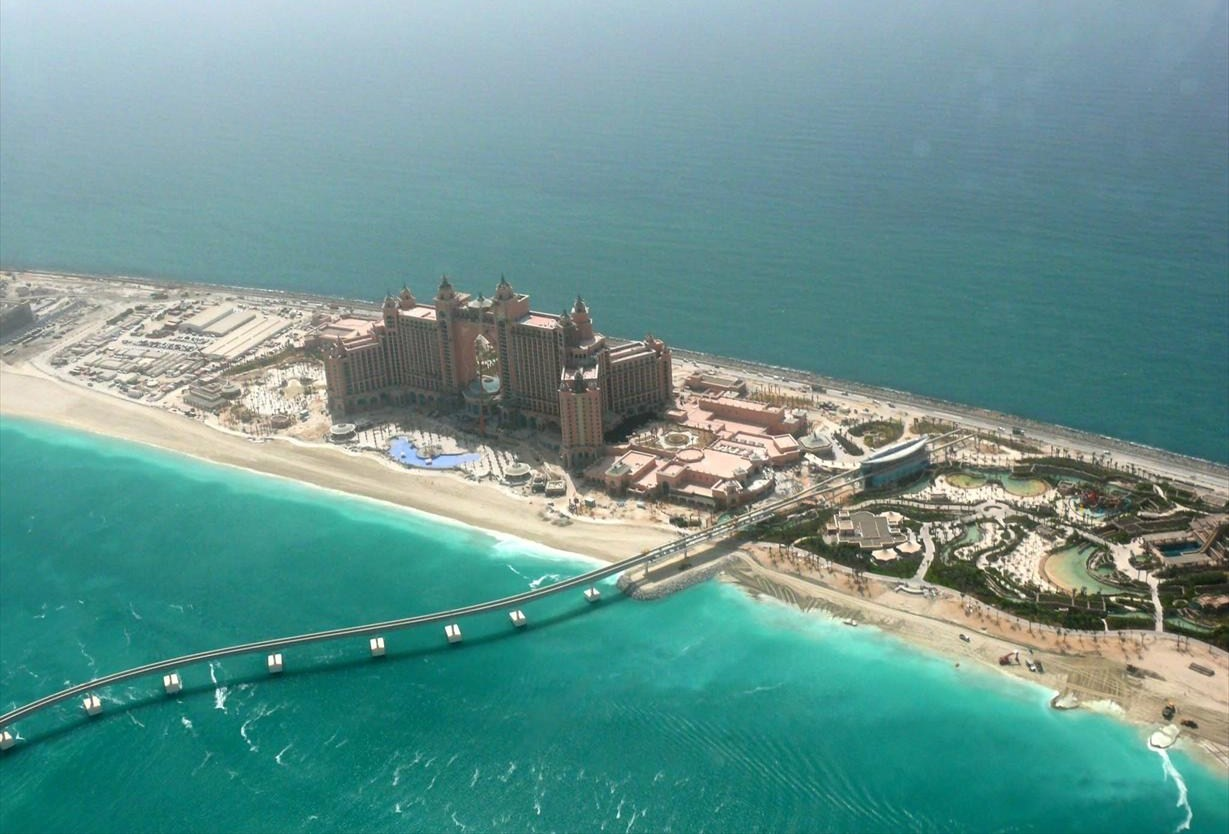
De brug over het water van de monorail bij Atlantis The Palm
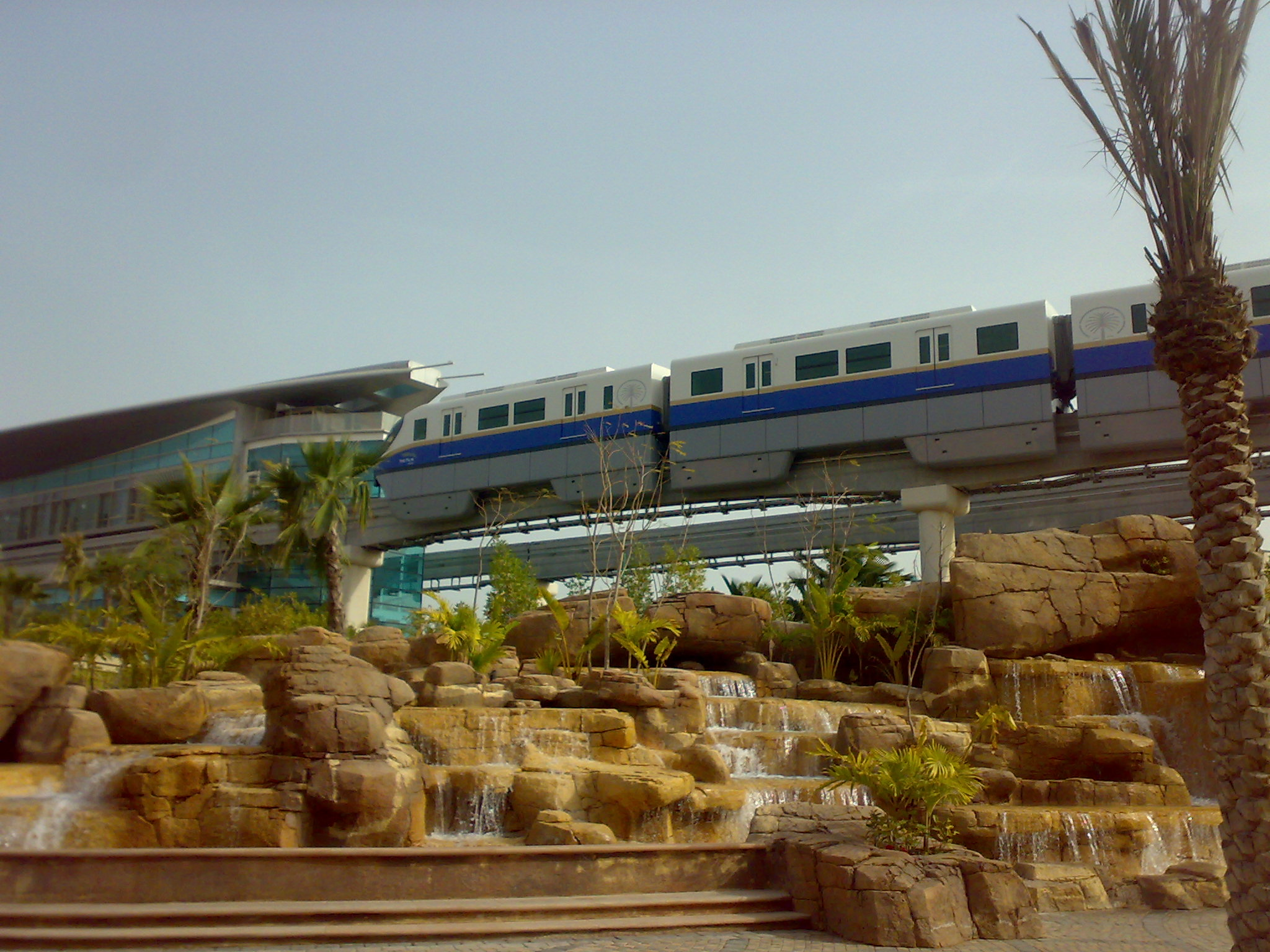
Monorail komt aan bij het eindstation Atlantis Aquaventure